# つい・ゆり 〜おかあさんにはナイショだよ〜
『つい・ゆり 〜おかあさんにはナイショだよ〜』は、eye★phonから2016年3月25日に発売されたアダルトゲーム。

## 解説
Cycの姉妹ブランドであるeye★phonの第2作目となるアダルトゲーム。
当初は2013年夏に発売される予定だったが、諸般の事情で一時開発が休止されたため、2016年に発売された。
システム面の特徴として二人の気持ちをあらわすバロメーターが設定されていることがあげられ、正統派の百合ものを楽しみたいのであればバロメーターの偏りに注意する必要があるとGame-styleは述べている。
対照的な性格の双子の姉妹の間に生まれた恋愛感情を描いた本作はヤンデレの要素も含まれており、eye★phonに所属するプロデューサーのアルはバッドエンドの内容をCYC的と評している。

## あらすじ
双子の姉妹である一果と双葉は、周囲があきれるほど仲が良かった。だがある日、二人の仲の良さを心配した母親から「仲良しと依存は異なる。いつまでも一緒にいられるわけではない。」と言われたことで、彼女たちの関係は変わっていった。

## 登場人物
佐倉 一果（さくら いちか）
声：橘まお
穏やかで心優しい少女。双葉の姉であるという自覚を持つ一方、双葉の世話を焼きたがる。学校では生徒会に所属している。髪をおろしていることが多い。
佐倉 双葉（さくら ふたば）
声：綾瀬あかり
一果の双子の妹。姉と比べると明るく元気な性格をしており、直感を頼りに行動する傾向がある。テニス部で活躍するほどの運動神経を持つ。勉学は苦手だが、一果ができるからいいと考えている。一果に対する好意を公言してはばからず、姉に対するスキンシップを積極的にはかる。母親の心配を受けた一果の行動の変化の理由については理解できていない。
御影 百合（みかげ ゆり）
声： 手塚りょうこ
佐倉姉妹の幼馴染で、一果の同級生。同性からのラブレターが絶えないほど人気がある。下ネタを言ったりするなど軽くてひょうひょうとしているが、勘が鋭い一面もある。運動は苦手で、文芸部に所属している。
小日向 沙希（こひなた さき）
声：雪宮あかね
佐倉姉妹の幼馴染。双葉とはクラスも部活動も一緒で、一果がそばにいないときは双葉の世話を焼こうとする。おとなしそうな見た目と性格をしているが、嫉妬深い一面もある。

## スタッフ
- シナリオ：こなざとう
- 原画：cosmic

## 主題歌
オープニングテーマ「Locus」
作曲・作詞：折倉俊則 / バイオリン演奏 ： siun / 歌 ：瀧沢一留 (azure studio)